# Joachim Ritzkowsky
Joachim Ritzkowsky (* 7. Oktober 1937; † 11. Januar 2003 in Berlin) war ein deutscher evangelischer Pfarrer, der als „Obdachlosenpfarrer“ bekannt wurde.

## Leben und Wirken
Ritzkowsky wurde 1990 Pfarrer der Heilig-Kreuz-Kirche in Berlin-Kreuzberg. Hier erstmals mit dem Sterben Obdachloser auf der Straße konfrontiert, gründete er eine Wärmestube und initiierte 1993 die „AG Leben mit Obdachlosen“, eine Vernetzung von über 70 sozialen und kirchlichen Initiativen der Obdachlosenhilfe in Berlin.
1993 meldete er den Obdachlosen Frank Lehmann im Gemeindehaus an, damit dieser einen Personalausweis bekommen konnte. Zuvor erfolgte der Versuch, eine Hausnummer an der Toilette anzubringen, in der Frank Lehmann wohnte. Dies wurde jedoch abgelehnt. Infolgedessen wurden auch andere vom Sozialamt mit der Bitte um Anmeldung geschickte Obdachlose im Gemeindehaus gemeldet. Für diese „Scheinanmeldungen“ sollte Ritzkowsky 100 DM Bußgeld zahlen. Nach Einspruch seitens Ritzkowskys wurde er wegen des Strafbestandes der Falschbeurkundung angeklagt und zu einem Jahr Bewährung und einer Strafe von 2500 DM verurteilt. In zweiter Instanz wurde das Urteil aufgehoben.
1998 war die Gründung eines Wohnprojektes für überwiegend ältere, schwerkranke, teilweise psychisch beeinträchtigte nasse Alkoholiker. Im Jahr 2000 erfolgte die Gründung der Einrichtung Gitschiner 15, eines Kultur- und Beschäftigungszentrums für Obdachlose und Arme.
2003 erlag Ritzkowsky einer Krebserkrankung und wurde auf eigenen Wunsch in seinem letzten Projekt, einer Grabstelle für Obdachlose auf dem Jerusalem-Kirchhof, beigesetzt. Unter den knapp 1000 Trauergästen befand sich u. a. Walter Momper.
Ritzkowsky hinterließ zwei Söhne und eine Tochter.
Sein Buch Die Spinne auf der Haut ist eine Essaysammlung. Er berichtet vom Leben mit Obdachlosen, der Szene (Symbole, Kleidung, Tätowierungen) und der Arbeit mit ihnen / für sie.

## Auszeichnungen
- 2001 Ingeborg-Drewitz-Preis

## Schriften
- Die Spinne auf der Haut, Alektor Verlag 2008, ISBN 9783884250716
- Abelone von Saba Geschichten für Kinder und Erwachsene , Jetpress GmbH, Frankfurt/M. 1987, ISBN 3-88025-224-6.
- Joachim Ritzkowsky (Hrsg.): Die Notenschnecke, eine Sammlung von Liedern für unsere Gemeinde, 3. verb. Auflage, Beratungsstelle für Gestaltung von Gottesdiensten, Frankfurt/M. 1984,